# Língua cariaí
O cariaí (caraiaí, carajaí, carajá, carahiahy) é uma língua extinta da família linguística arawak falada no Brasil.

## Vocabulário
Vocabulário cariaí (flora, fauna e artefatos culturais) colhido por Johann Natterer (1831), no rio Pamonönü (Pauini?), afluente do Onenü (rio Unini), perto de Carvoeiro:
| Português           | Cariaí                    |
| ------------------- | ------------------------- |
| tatuaçu             | ithetö                    |
| anta                | keema                     |
| queixada            | alua                      |
| caititu             | abitʃa                    |
| veado               | matʃũn                    |
| onça                | tʃaun ka                  |
| cão                 | tʃaun kada                |
| boto                | amana                     |
| peixe-boi           | daböüna                   |
| pato                | olumãn                    |
| marreca             | wanana                    |
| pomba               | oloju                     |
| mutum               | awatuköri                 |
| urumutum            | itʃiri                    |
| galo                | dawükala                  |
| urubu               | orobu                     |
| urubu-branco        | waru                      |
| gavião-real         | kukui                     |
| arara-vermelha      | adu                       |
| arara-amarela       | karaun                    |
| papagaio            | weú                       |
| jacamim             | tʃãnmɨ                    |
| inambu              | mami                      |
| jacaré              | atũn                      |
| jabuti              | kooli                     |
| tartaruga           | kooti                     |
| tracajá             | dalua                     |
| peixe               | döku                      |
| piraíba             | uwaitʃawana               |
| pirarara            | iumãn                     |
| surubim             | könödɨ                    |
| pirarucu            | wekoli                    |
| batata-doce         | kaitʃu                    |
| melancia (cabaça)   | jamalu                    |
| coca                | hipadu                    |
| cará                | ödötʃu                    |
| mandioca            | kanɨtü                    |
| maniva              | itʃanai                   |
| beiju               | tʃebé                     |
| farinha             | oi                        |
| tapioca             | ewikodi                   |
| capim               | katʃina                   |
| milho               | üwanati                   |
| curare              | ĩnpɨ                      |
| banana              | itʃetʃi                   |
| guaraná             | dewé                      |
| tabaco              | aili                      |
| cachimbo            | poötoüwau                 |
| arco                | diba-dhau                 |
| flecha              | diba                      |
| bruxo               | malinau / marinawy (Spix) |
| buzina              | kuamaĩn                   |
| canoa               | iitʃa                     |
| caxiri              | ĩnju                      |
| demônio             | mainon / maihinawy (Spix) |
| Deus                | Mawale / Mawary (Spix)    |
| faca                | malia                     |
| lança               | kobi                      |
| machado             | eebi                      |
| pólvora (cartucho?) | bolonai                   |
| pote                | nohimãn                   |
| rede                | ramakaba                  |
| zarabatana          | wada                      |
| dardo de zarabatana | kitʃibau                  |